# Interactieve realiteit
Onder interactieve realiteit (Engels: interactive reality) wordt het op afstand aansturen van objecten door middel van ICT-technologie (telemetrie) verstaan, waarbij in twee richtingen communicatie plaatsvindt.
De term is gebaseerd op het feit dat bestaande objecten binnen een virtuele omgeving en op afstand worden aangestuurd. De beheerder bedient, stuurt en controleert de objecten die in verbinding staan met computers. De objecten in het veld communiceren met de software aan de beheerderszijde, met name voor bewaking, alarmering en realtime controle.

## Toepassingen
Objecten in de openbare ruimte, zoals rioolpompen of openbare verlichting, worden vaak op afstand bestuurd. Dit wordt in de regel gedaan door beheerders bij een gemeente of waterschap. Zij zorgen onder andere voor het in- en uitschakelen van objecten en op welk vermogen de objecten opereren. De software die voor interactieve realiteit gebruikt wordt is vaak speciaal geschreven en ontworpen voor dergelijke toepassingen.